# Convenção sobre as Armas Biológicas
| Assinou e ratificou Acedeu ou sucedeu Estado não reconhecido mas vinculado à Convenção | Apenas assinou Não signatário |

Participação na Convenção sobre as Armas Biológicas
Assinou e ratificou
Acedeu ou sucedeu
Estado não reconhecido mas vinculado à Convenção
Apenas assinou
Não signatário

A Convenção sobre as Armas Químicas e Biológicas (na sigla em inglês BWC), oficialmente conhecida por Convenção sobre a Proibição do Desenvolvimento, da Produção e do Armazenamento das Armas Bacteriológicas (Biológicas) ou Tóxicas e sobre a Sua Destruição, foi assinada em 10 de abril de 1972.
Tendo entrado em vigor em 26 de março de 1975, o BWC foi o primeiro tratado multilateral de desarmamento a proibir a produção de toda uma categoria de armas de destruição em massa. A convenção tem duração ilimitada. Em fevereiro de 2025, 188 estados se tornaram parte do tratado. Quatro estados adicionais assinaram mas não ratificaram o tratado, e outros dez estados não assinaram nem aderiram ao tratado.
Considera-se que o BWC estabeleceu uma forte norma global contra armas biológicas.  Esta norma está refletida no preâmbulo do tratado, que afirma que o uso de armas biológicas seria "repugnante à consciência da humanidade". Também é demonstrado pelo fato de que nenhum Estado hoje declara possuir ou buscar armas biológicas, ou afirma que seu uso na guerra é legítimo. À luz dos rápidos avanços na biotecnologia, o especialista em biodefesa Daniel Gerstein descreveu o BWC como "o tratado de controle de armas mais importante do século XXI". No entanto, a eficácia da convenção tem sido limitada devido ao apoio institucional insuficiente e à ausência de qualquer regime formal de verificação para monitorar seu cumprimento.

## Obrigações do tratado

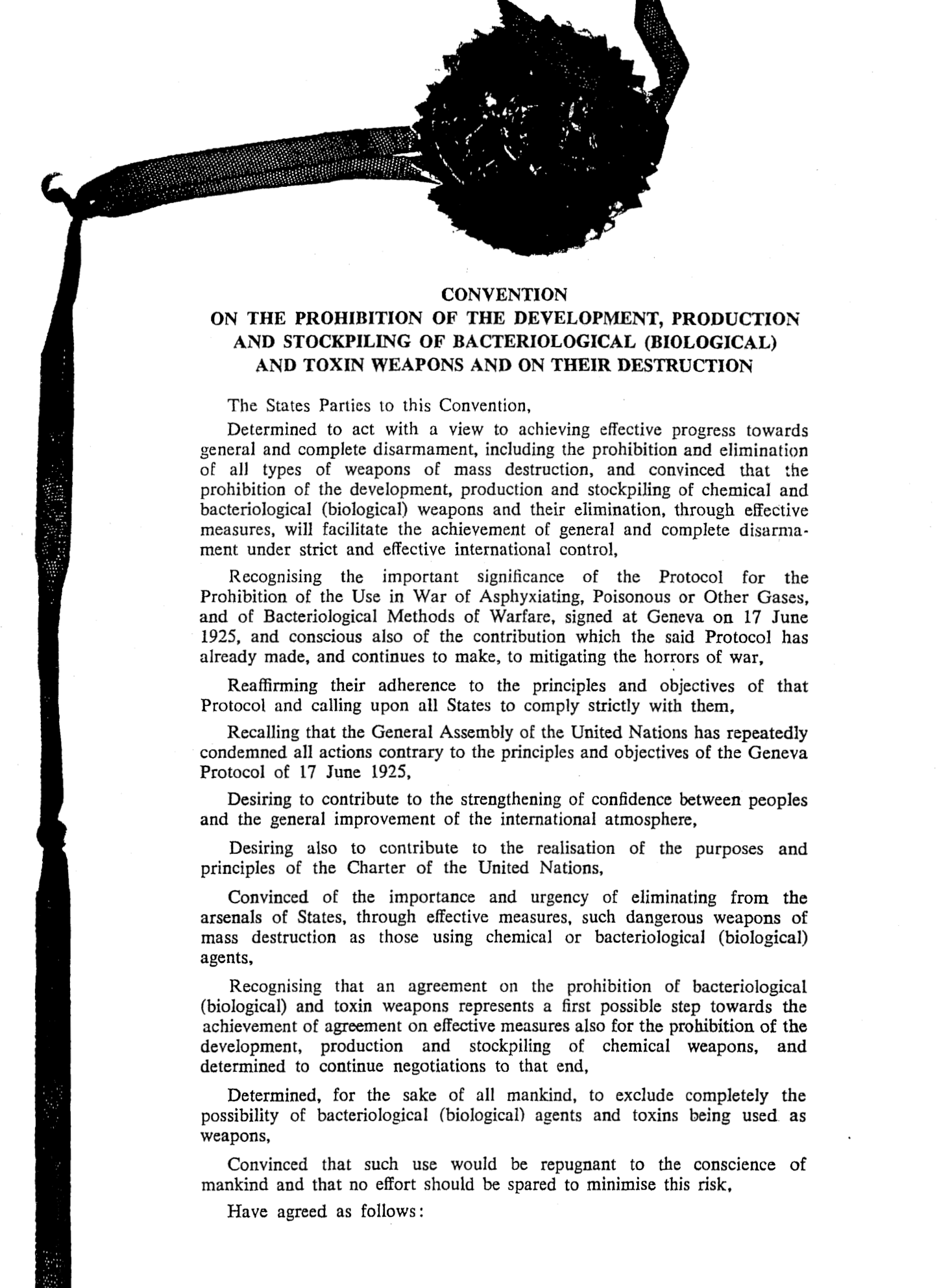
A Convenção de Armas Biológicas

Com apenas 15 artigos, o BWC é relativamente curto. Ao longo do tempo, o tratado foi interpretado e complementado por acordos e entendimentos politicamente vinculantes adicionais alcançados por seus Estados Partes em oito Conferências de Revisão subsequentes.

### Resumo dos principais artigos
- Artigo I: Nunca, sob nenhuma circunstância, desenvolver, produzir, armazenar, adquirir ou reter armas biológicas.[12]
- Artigo II: Destruir ou desviar para fins pacíficos armas biológicas e recursos associados antes da adesão.[13]
- Artigo III: Não transferir, ou de qualquer forma auxiliar, encorajar ou induzir qualquer outra pessoa a adquirir ou reter armas biológicas.[14]
- Artigo IV: Tomar quaisquer medidas nacionais necessárias para implementar as disposições do BWC internamente.[15]
- Artigo V: Compromisso de consultar bilateral e multilateralmente e cooperar na solução de quaisquer problemas que possam surgir em relação ao objetivo, ou na aplicação, do BWC.[16]
- Artigo VI: Direito de solicitar ao Conselho de Segurança das Nações Unidas que investigue supostas violações do BWC e se compromete a cooperar na realização de qualquer investigação iniciada pelo Conselho de Segurança.[17]
- Artigo VII: Ajudar os Estados que foram expostos a perigos como resultado de uma violação do BWC.[18]
- Artigo X: Compromisso de facilitar e ter o direito de participar do mais amplo intercâmbio possível de equipamentos, materiais e informações para fins pacíficos.[19]

Os artigos restantes dizem respeito à compatibilidade do BWC com o Protocolo de Genebra de 1925 (Artigo VIII), negociações para proibir armas químicas (Artigo IX), emendas (Artigo XI), Conferências de Revisão (Artigo XII), duração (Artigo XIII, 1), retirada (Artigo XIII, 2), adesão à convenção, governos depositários e condições de entrada em vigor (Artigo XIV, 1 a 5), e idiomas (Artigo XV).